# Xavier Bichat
Marie François Xavier Bichat (Thoirette (Jura), 1771. november 11. – Párizs, 1802. július 21.) francia orvos.

## Életpályája
Először sebészettel foglalkozott, majd az anatómiából, fiziológiából és kórboncolástanból tartott előadásokat. 1800-ban a Hotel Dieu orvosa lett Párizsban. De la vie et de la mort c. művében az életről és az élőlényről való nézeteit írja le. Sokkal fontosabbak és az orvosi tudományok fejlődésére jelentékeny hatást gyakoroltak bonctani művei: Traité des membranes, Anatomie générale, melyekben a mikroszkóp fontosságát hangsúlyozta és megvetette a szövettan alapját. 
Neve megtalálható az Eiffel-tornyon megörökített nevek listáján.

## Forrás
- Révai Nagy Lexikona, 3. kötet: Béke-Brutto (1911) 286. old.. adt.arcanum.com. (Hozzáférés: 2022. október 30.)